# L'Œil de Vichy
Pour plus de détails, voir Fiche technique et Distribution.
L'Œil de Vichy est un documentaire français réalisé par Claude Chabrol, sorti en 1993.

## Synopsis
Le film propose une sélection des actualités du régime de Vichy (d'août 1940 à août 1944) montée de manière chronologique. Aucun commentaire ne les accompagne. Le film « n'en a pas besoin », comme l'a expliqué Chabrol lors de la présentation de son travail.
Par intermittence, cependant, la voix de Michel Bouquet intervient afin de rétablir la vérité historique et les nombreux faits omis.
Les extraits proviennent de l'INA, de l'ECPA et des réserves de la cinémathèque de Bois-d'Arcy. 
Le film s'achève par quelques images de la Libération.

## Fiche technique
- Titre original : L'Œil de Vichy
- Réalisation : Claude Chabrol
- Scénario : Jean-Pierre Azéma, Robert O. Paxton
- Montage : Frédéric Lossignol et Stéphanie Louis
- Montage et mixage sonore : Sophie Cerda
- Production :  Jean-Pierre Ramsay-Levi
- Société de production : FIT Productions, INA, Sylicone, TF1 Films Productions
- Société de distribution : Bac Films
- Format : noir et blanc — 35 mm - Son stéréo
- Durée : 110 minutes
- Genre : documentaire
- Date de sortie : 
  - France : 10 mars 1993

## Distribution
- Michel Bouquet : narrateur

## Prologue
Le film s'ouvre sur un extrait du Précis de décomposition (1949) d'Emil Cioran :
« En elle-même toute idée est neutre, ou devrait l'être ; mais l'homme l'anime, y projette ses flammes et ses démences : impure, transformée en croyance, elle s'insère dans le temps, prend figure d'événement ; le passage de la logique à l'épilepsie est consommé… Ainsi naissent les mythologies, les doctrines, et les farces sanglantes. »
Les lettres s'effacent, peu à peu, ne laissant finalement que : « Les farces sanglantes »…

## Épilogue
Le film se termine sur ces paroles : 
« Pendant quatre ans, les bals avaient été interdits. Maintenant, le peuple danse. »

## Autour du film
La Chanson du maçon (musique d'Henri Betti, paroles de Maurice Vandair et Maurice Chevalier) est utilisée dans le documentaire.
Claude Chabrol lors de la présentation du film en 1993 :
« Ce film ne montre pas la France telle que je la vois mais telle que Pétain et les vichystes ont voulu qu’on la voie. Il ne fait aucun doute que le régime de Vichy se soit trompé. Mais le but de ce film est de faire comprendre aux spectateurs que ce régime a trompé. Et les actualités cinématographiques dont je me suis servi tendent à un État menteur un piège épouvantable : les images justement. L’œil de Vichy est donc un étalage de mensonges, d’altérations de la vérité, de mauvaise foi. Il ne porte à aucun moment une accusation quelconque, car il n’en a pas besoin. »